# Шуба, Виталий Борисович
Виталий Борисович Шу́ба (род. 13 июля 1951, Нижнеудинск, Иркутская область, РСФСР, СССР) — российский политик, председатель Братского городского Совета народных депутатов (1992—1993 гг.), депутат ГД РФ (1993—2011 гг.), член Совета Федерации от Законодательного собрания Иркутской области (2013—2018).

## Биография
Родился 13 июля 1951 года в Нижнеудинске Иркутской области.
В 1968 году начал трудовую деятельность техником-радиооператором аэрологической станции в Нижнеудинске.
В 1970—1972 годах проходил службу в рядах СА.
С 1972 года работал на Братском алюминиевом заводе. За восемь лет прошёл путь от электролизника до мастера.
В 1980 году перешёл на комбинат «Братскжелезобетон» заместителем главного энергетика завода. Затем работал главным энергетиком, главным технологом, директором предприятия. Возглавлял строительство завода керамических материалов.

### Политическая биография
В 1990 году избран депутатом Братского городского Совета народных депутатов. С марта 1992 года по 1993 год — председатель городского Совета народных депутатов города Братска.
В 1993—1995 — депутат Государственной Думы Федерального Собрания РФ первого созыва, член Комитета по бюджету, налогам, банкам и финансам. В 1994 году инициировал федеральную целевую программу «Экология города Братска».
В 1995—1999 годы депутат Государственной Думы Федерального Собрания РФ второго созыва, также остался членом Комитета по налогам, банкам и финансам. Стал председателем подкомитета по бюджету, внебюджетным фондам и межбюджетным отношениям с субъектами РФ.
С 1996 по 2000 год был членом постоянной делегации Федерального Собрания РФ в Парламентской ассамблее Совета Европы.
27 июля 1997 года баллотировался на пост губернатора Иркутской области, занял пятое место, набрав 1,08 % голосов.
С 1999 по 2003 год — депутат Государственной Думы третьего созыва, выдвигался избирательным блоком «Отечество — Вся Россия» (ОВР). Заместитель председателя Комитета по бюджету и налогам. Председатель подкомитета по бюджету и бюджетному законодательству. Заместитель председателя Комиссии ГД по государственному долгу и зарубежным активам РФ.
В 2003 году вступает в ВПП «Единая Россия». Член центрального политсовета ВПП «Единая Россия».
С 7 декабря 2003 года — депутат Государственной Думы IV созыва. В последний раз избран по Братскому одномандатному избирательному округу № 83 Иркутской области. Первый заместитель председателя комитета по бюджету и налогам (с января 2004 года). Член трёхсторонней рабочей группы по совершенствованию межбюджетных отношений в РФ. Является разработчиком многих законопроектов в области бюджетного, налогового законодательства и финансового контроля.
Со 2 декабря 2007 года — депутат Государственной Думы V созыва по партийным спискам от ВПП «Единая Россия». Работает в Комитете по бюджету и налогам, является первым заместителем председателя Комитета. Член Комиссии ГД по рассмотрению расходов федерального бюджета, направленных на обеспечение обороны и государственной безопасности РФ. Член генерального совета ВПП «Единая Россия».
28 сентября 2011 года присвоено звание «Почетный гражданин Иркутской области».

#### Фракционная принадлежность в ГД РФ
I созыв ГД ФС РФ (1993—1995 гг.) — член депутатской группы «Новая региональная политика»
II созыв ГД ФС РФ (1995—1999 гг.) — член депутатской группы «Регионы России».
III созыв ГД ФС РФ (1999—2003 гг.) — член депутатской группы «Российские регионы».
IV и V созывы (2003—2011 гг.) — член фракции «Единая Россия»

#### Член Совета Федерации
С сентября 2013 года являлся членом Совета Федерации — представителем законодательного органа власти Иркутской области. С октября 2013 года состоял в Комитете по бюджету и финансовым рынкам, с марта 2014 года — заместитель председателя Комитета. 20 сентября 2018 года новым сенатором от законодательного органа власти Иркутской области стал С. Ф. Брилка.

## Государственные награды и почётные звания
- Медаль «В память 850-летия Москвы» (1997)
- Орден Дружбы (2002)
- Орден Почёта (2007)
- Благодарственное письмо Президента РФ (2004)
- Благодарность Президента РФ, Почётная грамота Правительства РФ,
- Почётный знак Государственной Думы ФС РФ «За заслуги в развитии парламентаризма»
- Медаль «В память 1000-летия Казани» (2005)
- Памятный знак Председателя Государственной Думы «100 лет со дня учреждения Государственной Думы в России» (2006)
- «Почетный гражданин города Братска» (24.04.2009)[3]
- «Почетный гражданин Иркутской области» (28.09.2011)